# Том Маккарті (хокеїст, 1960)
Том Маккарті (англ. Tom McCarthy; 31 липня 1960, Торонто — 13 квітня 2022) — канадський хокеїст, що грав на позиції лівого нападника.
Провів понад 500 матчів у Національній хокейній лізі.

## Ігрова кар'єра
Хокейну кар'єру розпочав 1976 року.
1979 року був обраний на драфті НХЛ під 10-м загальним номером командою «Міннесота Норт-Старс».
Протягом професійної клубної ігрової кар'єри, що тривала 10 років, захищав кольори команд «Міннесота Норт-Старс», «Бостон Брюїнс», «Монктон Голден Флеймс» та «Мен Марінерс».
Загалом провів 528 матчів у НХЛ, включаючи 68 ігор плей-оф Кубка Стенлі.

## Статистика
| Сезон        | Клуб                    | Ліга         | Регулярний сезон | Регулярний сезон | Регулярний сезон | Регулярний сезон | Регулярний сезон | Плей-оф | Плей-оф | Плей-оф | Плей-оф | Плей-оф |
| Сезон        | Клуб                    | Ліга         | І                | Г                | П                | О                | ШХ               | І       | Г       | П       | О       | ШХ      |
| ------------ | ----------------------- | ------------ | ---------------- | ---------------- | ---------------- | ---------------- | ---------------- | ------- | ------- | ------- | ------- | ------- |
| 1976–77      | «Кайнгстон Кенейдіес»   | ВМХЛО        | 2                | 1                | 0                | 1                | 0                | —       | —       | —       | —       | —       |
| 1976–77      | «Норт Йорк Рейнджерс»   | МХЛО         | 43               | 49               | 47               | 96               | 12               | —       | —       | —       | —       | —       |
| 1977–78      | «Ошава Дженералс»       | ВМХЛО        | 62               | 47               | 46               | 93               | 72               | —       | —       | —       | —       | —       |
| 1978–79      | «Ошава Дженералс»       | ВМХЛО        | 63               | 69               | 75               | 144              | 98               | —       | —       | —       | —       | —       |
| 1979–80      | «Міннесота Норт-Старс»  | НХЛ          | 68               | 16               | 20               | 36               | 39               | 15      | 5       | 6       | 11      | 20      |
| 1980–81      | «Міннесота Норт-Старс»  | НХЛ          | 62               | 23               | 25               | 48               | 62               | 8       | 0       | 3       | 3       | 6       |
| 1981–82      | «Міннесота Норт-Старс»  | НХЛ          | 40               | 12               | 30               | 42               | 36               | 4       | 0       | 2       | 2       | 4       |
| 1982–83      | «Міннесота Норт-Старс»  | НХЛ          | 80               | 28               | 48               | 76               | 59               | 9       | 2       | 4       | 6       | 9       |
| 1983–84      | «Міннесота Норт-Старс»  | НХЛ          | 66               | 39               | 31               | 70               | 49               | 8       | 1       | 4       | 5       | 6       |
| 1984–85      | «Міннесота Норт-Старс»  | НХЛ          | 44               | 16               | 21               | 37               | 36               | 7       | 0       | 2       | 2       | 0       |
| 1985–86      | «Міннесота Норт-Старс»  | НХЛ          | 25               | 12               | 12               | 24               | 12               | —       | —       | —       | —       | —       |
| 1986–87      | «Бостон Брюїнс»         | НХЛ          | 68               | 30               | 29               | 59               | 31               | 4       | 1       | 1       | 2       | 4       |
| 1986–87      | «Монктон Голден Флеймс» | АХЛ          | 2                | 0                | 1                | 1                | 0                | —       | —       | —       | —       | —       |
| 1987–88      | «Бостон Брюїнс»         | НХЛ          | 7                | 2                | 5                | 7                | 6                | 13      | 3       | 4       | 7       | 18      |
| 1987–88      | «Мен Марінерс»          | АХЛ          | 17               | 7                | 6                | 13               | 14               | —       | —       | —       | —       | —       |
| Усього в НХЛ | Усього в НХЛ            | Усього в НХЛ | 460              | 178              | 221              | 399              | 330              | 68      | 12      | 26      | 38      | 67      |